# 石油の備蓄の確保等に関する法律
石油の備蓄の確保等に関する法律（せきゆのびちくのかくほとうにかんするほうりつ、昭和50年12月27日法律第96号）は、石油の備蓄を確保するとともに、備蓄に係る石油の適切な供給を図るための措置を講ずることにより、日本への石油の供給が不足する事態が生じた場合において石油の安定的な供給を確保し、もって国民生活の安定と国民経済の円滑な運営に資することに関する法律である。通称は石油備蓄法など。

## 構成
- 第一章　総則（第1条―第3条）
- 第二章　石油の備蓄
  - 第一節　石油備蓄目標（第4条）
  - 第二節　石油ガス以外の石油の備蓄（第5条―第9条）
  - 第三節　石油ガスの備蓄（第10条―第12条）
- 第三章　石油輸入業の登録等
  - 第一節　石油輸入業の登録（第13条―第22条）
  - 第二節　石油精製業等の届出（第23条―第25条）
- 第四章　雑則（第26条―第35条）
- 第五章　罰則（第36条―第40条）